# Pere Lacavalleria
Pere Lacavalleria (Aquitània (?) - Barcelona 1645) fou un tipògraf i impressor barceloní, d'origen occità.
Cap al 1628 es traslladà a Perpinyà per imprimir el llibre d'Andreu Bosch, jurista d'aquesta ciutat, Summari, índex o epitome dels admirables y nobilíssims títols d'honor de Cathalunya, Rosselló i Cerdanya, publicat aquell any, que constitueix una de les obres històriques més remarcables del regnat de Felip IV. Un cop complert aquest encàrrec, s'establí definitivament a Barcelona, al carrer d'Arlet, prop del de la Llibreteria.
Dins la seva obra personal destaca la seva publicació, el 1642, durant la Guerra dels Segadors, del Dictionario castellano... Dictionaire françois... Dictionari catala, un manual de conversa amb vocabulari trilingüe.
El seu germà Antoni Lacavalleria continuà el negoci, traslladat al carrer de la Llibreteria. Joan Lacavalleria i Dulach, autor del Gazophylacium catalano-latinum, és fill seu i d'Isabel o Elisabet Dulach.
El CRAI Biblioteca de Fons Antic de la Universitat de Barcelona conserva més de 100 obres publicades per Lacavalleria, així com diversos exemples de les seves marques d'impressor que el que van identificar al llarg de la seva trajectòria professional.